# Gura Văii (okręg Jałomica)
Gura Văii – wieś w Rumunii, w okręgu Jałomica, w gminie Sudiți. W 2011 roku liczyła 316 mieszkańców.